# (38011) 1998 KL52
1998 KL52 (asteroide 38011) é um asteroide da cintura principal. Possui uma excentricidade de 0.11712810 e uma inclinação de 12.23328º.
Este asteroide foi descoberto no dia 23 de maio de 1998 por LINEAR em Socorro.